# Ramal Besòs
El ramal Besòs és un ramal de ferrocarril que uneix les estacions de Sant Adrià de Besòs i la Sagrera. Fou construït arran de l'eliminació del ramal Marina que connectava Sant Adrià amb l'estació de les Rodalies (annexa a l'estació de França) per alliberar sòl al Poblenou per a la construcció de la Vila Olímpica.
Aquest ramal doncs permeté enllaçar de nou la línia del Maresme amb Barcelona a la dècada de 1990 tot i que en mapes de 1933 ja apareix com a proposta.